# Ешреф Едіп Ферган
Ешреф Едіп Ферган (1882, Серрес, Османська імперія — 15 грудня 1971, Стамбул, Туреччина) — турецький журналіст, більш відомий як видавець ісламістського журналу «Sebilürreşad».

## Життєпис

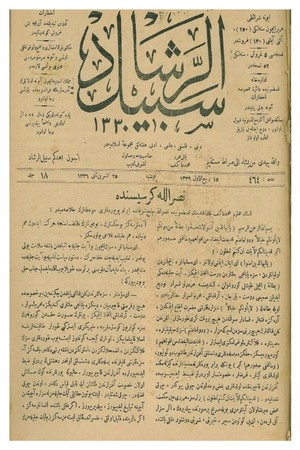
«Sebilürreşad», 1921 рік

Народився в місті Серрес. Навчався у місцевого муфтія, який навчив його арабській мові. Також Ешреф напам'ять вивчив Коран. Потім один рік працював у суді, після чого переїхав до Стамбула. Там навчався в Стамбульському університеті і відвідував лекції в медресе. Після реформ 1908 року спільно з Ебулулою Мардіном видавав журнал «Sırat-ı Müstakim» (пізніше назву журналу було змінено на «Sebilürreşad»), у якому друкувалися Мехмет Акіф і Муса Казим.
Незважаючи на різноманітність друкованих у «Sebilürreşad» статей, фактично журнал був рупором ісламістів, у ньому критикували молодотурків і їх партію «Єднання і прогрес». 1916 року журнал було закрито, але після розпуску партії «Єднання і прогрес» відкрито знову. Після кемалістської революції Ешреф а притягували до суду за пропаганду ісламізму. Його помилували, але журнал «Sebilürreşad» 1925 році заборонили. Після заборони журналу Ешреф Едіп видавав брошури і роботи Мехмета Акіфа і Нурсі. 1948 року журнал «Sebilürreşad» було відкрито заново, видавався до 1966 року.
Помер 15 грудня 1971 року. Похований на кладовищі Едірнекапи.